# Escape
Escape (en català: Escapada) és un thriller angloamericà de 1948 dirigit per Joseph L. Mankiewicz. El guió de Philip Dunne es basa en l'obra Escape (1926) de John Galsworthy, de la que ja s'havia fet una pel·lícula el 1930. Es basa en un aviador veterà de Segona Guerra Mundial (Rex Harrison) que va a presó però aconsegueix escapar-se; llavors coneix una dona que el persuadeix d'entregar-se.

## Repartiment
- Rex Harrison com a Mat Denant
- Peggy Cummins com a Dora Winton
- William Hartnell com a Inspector Harris
- Peter Croft com a Titch
- Stuart Lindsell com a Sir James Winton
- Norman Wooland com a Ministre
- Jill Esmond com a Grace Winton
- Frederick Piper com a Brownie - condemnat
- Marjorie Rhodes com a Mrs. Pinkem
- Betty Ann Davies com a Noia dins Parc
- Cyril Cusack com a Rodgers
- John Slater com a Salesman
- Frank Pettingell com a Constable Beames
- Michael Daurat com a Detectiu Penter
- Frederick Leister com a Jutge
- Walter Hudd com a Consell de Defensa
- Maurice Denham com a Crown Counsel
- Peter Burdon com a pagès que li roben els pantalons

## Recepció
El crític de cinema A.H. Weiler de The New York Times va escriure una opinió favorable, malgrat un ritme un pèl lent.
De manera similar, el crític Craig Butler destaca que Mankiewicz fa una bona feina en emfasitzar els punts forts del guió i Harrison està en forma i troba diferents maneres de fer els diàlegs, tot i que ni ell ni Mankiewicz poden fugir de les limitacions del guió."